# Iglesia de Nuestra Señora de la Piedad (Anzuola)
La iglesia de Nuestra Señora de la Piedad es un inmueble de la localidad española de Anzuola, en la provincia de Guipúzcoa.

## Descripción
El edificio se encuentra en la localidad española de Anzuola, perteneciente a la provincia de Guipúzcoa, en la comunidad autónoma del País Vasco. Se menciona como iglesia parroquial del lugar en el Diccionario histórico-geográfico-descriptivo de los pueblos, valles, partidos, alcaldías y uniones de Guipúzcoa (1862) de Pablo de Gorosábel, donde aparece descrita con las siguientes palabras:

La primitiva poblacion de esta fué la que en el dia es barrio de Uzarraga, cuya iglesia de San Juan Bautista era en lo antiguo la única parroquia de su territorio. [...] Esta iglesia, situada en paraje alto y montuoso, ofrecia pocas comodidades para la generalidad de la poblacion, y fué preciso con el tiempo erigir una segunda parroquia en sitio mas apacible. Asi se hizo con la titulada Nuestra Señora de la Piedad, sita en el cuerpo de la villa, la cual fué consagrada por el obispo de Tripoli el dia 8 de marzo de 1525. Ambas parroquias son unidas, y se hallan servida por un cura párroco, por otro cura coadjutor, dos beneficiados enteros y cuatro medios, cuya provision corresponde á su patrono el conde de Oñate.
(Gorosábel, 1862, p. 41)